# Henry Frayne
Henry Frayne (né le 14 avril 1990 à Adélaïde) est un athlète australien, spécialiste du triple saut et du saut en longueur.

## Biographie
Il participe aux Championnats du monde 2011 de Daegu où il se classe neuvième du concours du triple saut avec la marque de 16,78 m. En début de saison 2012, Henry Frayne porte son record personnel à 17,09 m à Perth, et établit par ailleurs à Sydney la marque de 8,27 m au saut en longueur. Début mars, à Melbourne, il remporte les sélections olympiques australiennes au triple saut avec 17,23 m, améliorant de quatorze centimètres son record personnel. Il participe peu après aux Championnats du monde en salle d'Istanbul et se classe deuxième du concours de la longueur avec un saut à 8,23 m, même marque que le Brésilien Mauro Vinícius da Silva, désigné vainqueur de l'épreuve grâce à un deuxième meilleur saut. Frayne améliore à cette occasion de quatre centimètres le record d'Océanie en salle de son compatriote Fabrice Lapierre. il est qualifié pour les deux disciplines pour les Jeux olympiques de Londres.
Le 3 avril 2016, Frayne devient vice-champion d'Australie avec 8,16 m, derrière Fabrice Lapierre (8,27 m). Il termine 7e des Jeux olympiques de Rio avec 8,06 m.
Le 10 avril, en qualifications des Jeux du Commonwealth de Gold Coast, Henry Frayne bat le record des Jeux (8,30 m) en sautant 8,34 m, record personnel. Il devient le 4e meilleur athlète australien de l'histoire de la discipline.
Le 17 août 2019, il réalise à Monachil les minimas pour les championnats du monde 2019 avec 8,19 m (+ 1,3 m/s).

## Palmarès
| Date | Compétition                    | Lieu             | Résultat | Épreuve     | Marque  |
| ---- | ------------------------------ | ---------------- | -------- | ----------- | ------- |
| 2008 | Championnats du monde juniors  | Bydgoszcz        | 5e       | Triple saut | 16,29 m |
| 2009 | Universiade                    | Belgrade         | 12e      | Triple saut | 16,11 m |
| 2011 | Championnats du monde          | Daegu            | 9e       | Triple saut | 16,78 m |
| 2012 | Championnats du monde en salle | Istanbul         | 2e       | Longueur    | 8,23 m  |
| 2012 | Jeux olympiques                | Londres          | 9e       | Longueur    | 7,85 m  |
| 2014 | Coupe continentale             | Marrakech        | 4e       | Longueur    | 7,95 m  |
| 2016 | Jeux olympiques                | Rio de Janeiro   | 7e       | Longueur    | 8,06 m  |
| 2018 | Jeux du Commonwealth           | Gold Coast       | 2e       | Longueur    | 8,33 m  |
| 2018 | Ligue de diamant               | Ligue de diamant | 3e       | Longueur    | 8,16 m  |
| 2018 | Coupe continentale             | Ostrava          | 4e       | Longueur    | 7,96 m  |
| 2022 | Championnats du monde          | Eugene           | 12e      | Longueur    | 7,80 m  |

## Records
| Épreuve          | Épreuve   | Marque  | Lieu       | Date          |
| ---------------- | --------- | ------- | ---------- | ------------- |
| Saut en longueur | Plein air | 8,34 m  | Gold Coast | 10 avril 2018 |
| Saut en longueur | En salle  | 8,23 m  | Istanbul   | 10 mars 2012  |
| Triple saut      | Plein air | 17,23 m | Melbourne  | 2 mars 2012   |
| Triple saut      | En salle  |         |            |               |